# Кэмпбелл, Деррик
Деррик Натан-Кэмпбелл (англ. Derrick Nathan-Campbell; род.18 февраля 1972 года в Кембридже, провинция Онтарио) — канадский конькобежец, специализирующаяся в шорт-треке. Участник Олимпийских игр 1994 года и чемпион Олимпийских игр 1998 года в эстафете. Пятикратный чемпионкой мира.

## Спортивная карьера
Деррик Кэмпбелл с 10 лет начал тренироваться в секции хоккея с шайбой, но уже в 12 лет перешёл в шорт-трек в Кембриджский конькобежный клуб. В 1989 году он попал в национальную сборную Канады. Правда крупных успехов пришлось ждать несколько лет. 
На Олимпийских играх в Олимпийских игр 1994 ему прочили победу на дистанции 500 метров, но к сожалению он упал в полуфинале и в итоге занял 11 место. На 1000 метров он лидировал, но был сбит британцем Никки Гучем за три круга до финиша. Гуча дисквалифицировали, но Кэмпбелл проехал по ошибке на один круг меньше, и в итоге только 6 место. В эстафете также выше 4 места Канада не поднялась. 
В апреле 1994 года на чемпионате мира в Гилфорде он выиграл серебро на дистанции 500 метров и три бронзы на дистанциях 1000, 1500 метров и в эстафете. На командном чемпионате мира в Зутермере 1995 года помог команде выиграть золотую медаль, а через год повторил результат в Лейк-Плэсиде. 
В том же году на чемпионате мира в Гааге выиграл серебро в эстафете. В 1997 году на очередном чемпионате мира в Японском Нагано Кэмпбелл наконец выиграл золото на своей дистанции 500 метров и в итоге занял третье место в общем зачёте. В эстафете помог команде взять серебро. 
На следующий года Олимпийские игры проходили в Нагано, за год этого он уже побеждал в этом городе. Кэмпбелл участвовал только в эстафете, в которой явным фаворитом была сборная Южной Кореи, выигравшая за год этого и чемпионат мира и командный чемпионат. Первую половину гонки лидировали итальянцы, но после их падения канадцы вышли на первые роли. В борьбе позади между Китаем и Кореей прошло столкновение, и оба спортсмена упали, это позволило Канаде первыми приехать к финишу, хотя Корея почти их догнала, отстав всего на 0,7 сек. Кэмпбелл стал Олимпийским чемпионом. 
И на следующий месяц вместе с командой выиграли золото в эстафете на мировом первенстве в Вене и золото командного чемпионата мира. В 1998 году Кэмпбелл был введён в зал Славы Кембриджа и Онтарио, и был представителем Международного союза конькобежцев в качестве конькобежца до 2000 года. 

## Тренерская карьера
В 2000 году он ушёл из спорта и начал успешную карьеру тренера. В 2006 году он был руководителем команды и тренером сборной США. В 2007 году он был лучшим тренером Квебека, в том же году стал тренером национальной мужской сборной. В 2008 году был финалистом премии Canadian Sport Awards, в номинации "тренер года". Вновь тренировал мужскую сборную Канады до 2018 года. С июня 2018 года тренировал национальную сборную Китая.
Женат на Синди Оверленд, сестре канадских Олимпийских медалистов  Кевина Оверленда и  Аманды Оверленд.

## Награды
- 1998 год — введён в зал Славы Кембриджа
- 1998 год - введён в зал Славы Онтарио
- 2007 год - лучший тренер Квебека
- 2007-2008 года - премия Petro-Canada Coaching Excellence Award